# Leith centralstation
Leith centralstation (Leith Central Railway Station) var en station i Leith, Skottland. Stationen var ändstation på North British Railways sidolinje från Edinburgh Waverley. Till stationen byggdes en banhall. 
Sammanslagningen av Edinburgh och Leith 1920 ledde till att två separata spårvagnssystem slogs ihop. Förbättrad tillgänglighet och linjedragningar efter sammanslagningen bidrog till fler resande med spårvagn, vilket påverkade resandet från Leith centralstation negativt. 1952 lades persontågstrafiken från stationen ned. 

## Efter persontågstrafikens nedläggning
När persontågstrafiken lades ner ändrades användningsområdet för stationen till depå för dieselmotorvagnar (British Rail Class 126). Motorvagnarna användes åren 1956-1971 som expresståg på järnvägen mellan Edinburgh Waverley och Glasgow Queen Street. Motorvagnarna byttes ut mot lokdragna tåg dragna av British Rail Class 27. Bytet av tågsätt innebar att depån blev överflödig vilket ledde till att den stängde 1972. 
På 1980-talet var stationen känd plats för knarkare, vilket ska ha inspirerat till en känd scen i filmen Trainspotting av Irvine Welsh. Karaktären Begbie är i stationen för att bli hög, när en luffare från skuggorna hånar honom att han antagligen är där för att titta på tåg (trainspotting). Luffaren är Begbies far . 
Banhallen är riven. Klocktornet och stationshuset är det som återstår av stationsbyggnaderna. 